# Ricard Carreras i Valls
Ricard Carreras i Valls (Barcelona, 20 de novembre de 1879 - Barcelona, 1937). Escriptor i historiador. Llicenciat en dret i en filosofia i lletres a Barcelona (1900). Fill de Miquel Carreras i Seguí propietari de Valls i Maria Anna Valls Argilaga de Reus. Fou director tècnic de l'Arxiu Històric Notarial de Barcelona. Pronuncià conferències sobre temes polítics al Centre Escolar Catalanista. Teoria de les nacionalitats (1900). Publicà els seus records de viatge, Al marge del Sàhara (1926), i diverses obres en les quals mantenia la tesi de la catalanitat de Cristòfor Colom i de la participació catalana en el descobriment d'Amèrica: La descoberta d'Amèrica. Ferrer, Cabot i Colom (1928), Catalunya, descobridora d'Amèrica (1929), La verdad sobre el descubrimiento de América (1931). Fou director tècnic de l'Arxiu Històric Notarial de Barcelona, on recollí dades per a la història del llibre: El llibre a Catalunya (1936).
Es va casar al 1904 amb Rosa Dexeus Font (Barcelona 1881-1963), germana de Santiago Dexeus i Font. Un dels seus fill és Josep Maria Carreras i Dexeus, pilot d'aviació.

## Catalanitat de Cristòfor Colom i Cabot
| «                                                                         | Jo veig a Colom un home que ens parla de la bella horta valenciana, de Tortosa i de les Riberes de l'Ebre, que prega davant la Mare de Déu de Montserrat i davant de la Cinta | » |
| — Ricard Carreras i Valls, La descoberta d'Amèrica. Ferrer, Cabot i Colom | |   |

| «                                                                         | I a l'indret de la seva nissaga veig Tortosa, cor de Catalunya, l'Ebre... | » |
| — Ricard Carreras i Valls, La descoberta d'Amèrica. Ferrer, Cabot i Colom |                                                                           |   |

Al seu llibre La descoberta d'Amèrica: Ferrer, Cabot i Colom (Reus, 1928) amb pròleg de Luis Ulloa, no tan sols afirma que Colom era català sinó que també ho era Joan Cabot, a més de ressaltar la importància de Jaume Ferrer de Blanes i de l'Atles Català d'Abraham i Jafuda Cresques de 1375.
Carreras Valls veia, en el planisferi de Sebastià Cabot, nou topònims catalans en la desembocadura del riu Sant Llorenç i a la península de Terranova, les primeres terres que descobrí son pare, l'any 1494, en una primera expedició privada, sense ajut del rei anglès Enric VII.